# Должанский, Юрий Моисеевич

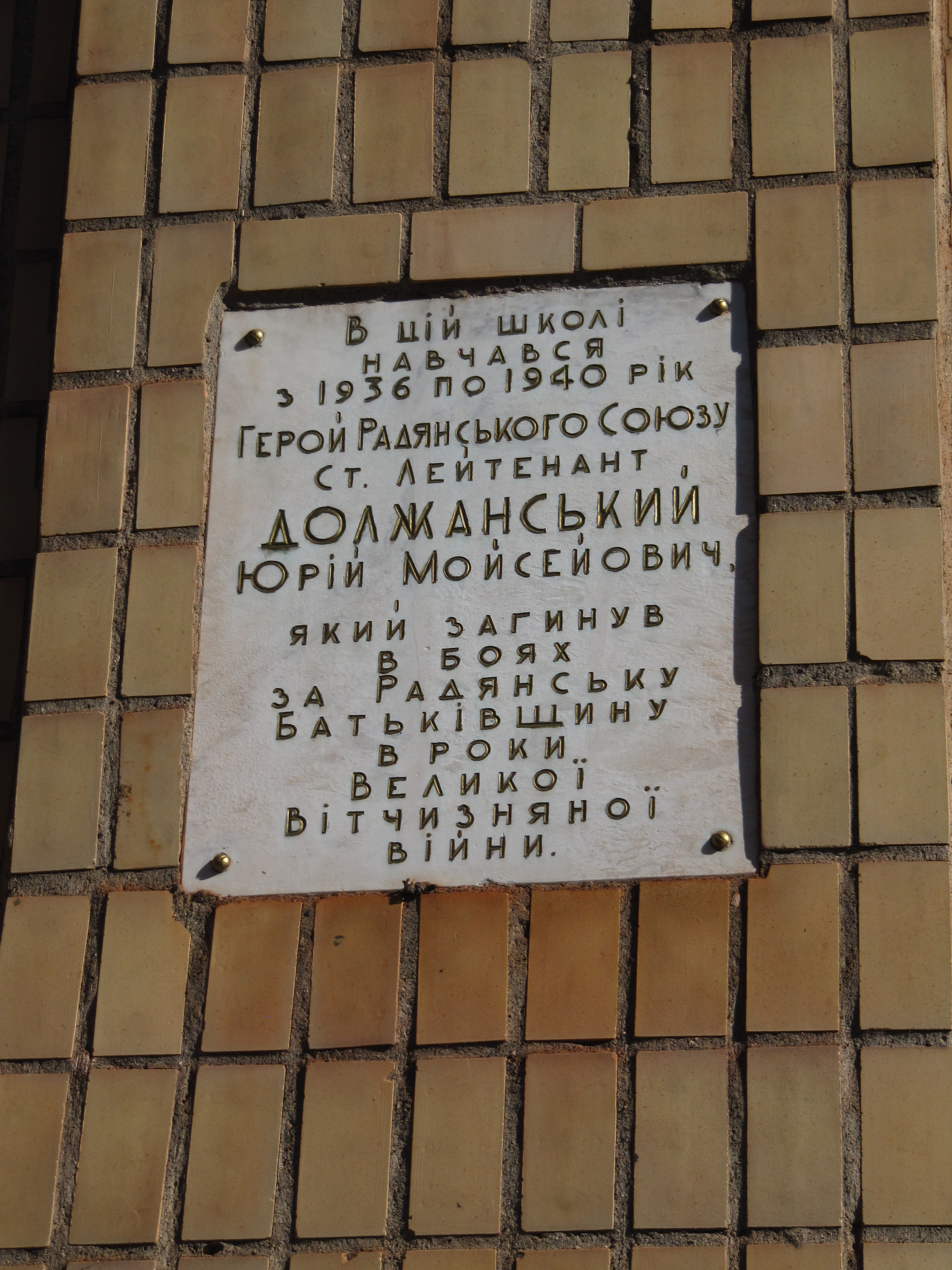
Памятная доска в Кривом Роге

Юрий Моисеевич Должанский (31 мая 1923, Весёлые Терны, Екатеринославская губерния — 27 ноября 1943, неизвестно) — участник Великой Отечественной войны, комсорг 10-го гвардейского стрелкового полка 6-й гвардейской стрелковой дивизии 60-й армии Центрального фронта, гвардии старший лейтенант. Герой Советского Союза (1943).

## Биография
Родился 31 мая 1923 года в селе Весёлые Терны (ныне в черте города Кривой Рог) в семье служащего. Еврей.
Окончил среднюю школу № 40 в Кривом Роге.
В июле 1941 года студент электромеханического факультета Криворожского горнорудного института Ю. М. Должанский был призван в ряды Красной армии. В 1942 году окончил военно-политическое училище. Член ВКП(б) с 1942 года.
Воевал на Брянском и Центральном фронтах. Участвовал в боях на Волге, в Курской битве, в освобождении левобережных районов Украины. Особенно его воинское мастерство проявилось в битве за Днепр.
26 сентября 1943 года Юрий Должанский в числе первых добровольцев десантировался через Днепр в районе села Паришев Чернобыльского района Киевской области. Подразделение сумело внезапно переправиться через реку и укрепиться на небольшом «пятачке» правого берега Днепра. Опомнившись, фашистские автоматчики пошли в первую атаку. Старший лейтенант Ю. М. Должанский с группой бойцов вклинились в боевые порядки наступающих врагов, огнём, прикладами и штыками заставили их отступить, бросив убитых и раненых.
Вскоре начался массированный обстрел десантников. Затем под прикрытием бронетехники двинулись вперёд гитлеровцы. Ю. М. Должанскому удалось метким выстрелом из противотанкового ружья уничтожить самоходную артиллерийскую установку врага, несколько бронемашин подбили выдвинутые на удобные позиции бронебойщики. Когда фашистские автоматчики приблизились на расстояние 20—30 метров, по команде в них полетели гранаты. После их взрыва на бруствер окопа выскочил Ю. М. Должанский. За ним в кровопролитную схватку с фашистами вступили все, кто мог держать оружие. Враг не выдержал яростной атаки. Было уничтожено около ста гитлеровцев. Очередная атака захлебнулась.
Погиб в бою 27 ноября 1943 года. Похоронен в Киеве в Парке Вечной Славы воинов Отечественной войны.

## Память
- В Парке Вечной Славы Киева Должанскому установлена памятная плита;
- Именем названа школа № 40 в Кривом Роге, где учился Герой;
- В школе № 40 Кривого Рога установлена памятная доска[3];
- Именем названа улица в Кривом Роге;
- Имя на Стеле Героев в Кривом Роге.

## Награды
Указом Президиума Верховного Совета СССР от 16 октября 1943 года за образцовое выполнение боевых заданий командования и проявленные при этом мужество и героизм гвардии старшему лейтенанту Юрию Моисеевичу Должанскому присвоено звание Героя Советского Союза.
- Орден Ленина;
- Орден Отечественной войны 2-й степени;
- Орден Красной Звезды;
- Медаль «За отвагу»[4];
- медали.